# Michael Carlberg
Michael Carlberg (* 26. September 1945 in Hamburg; † 3. August 2021) war ein deutscher Volkswirt.

## Leben
Nach der Promotion zum Dr. rer. pol. 1974 an der Universität Hamburg war er dort von 1977 bis 1980 Privatdozent für Volkswirtschaftslehre. Von 1978 bis 2010 lehrte er als Professor für Volkswirtschaftslehre, insbesondere Wirtschaftstheorie an der Helmut-Schmidt-Universität.
Seine Forschungsschwerpunkte waren Dynamik der offenen Wirtschaft, Geld- und Steuerdynamik, Makroökonomie der offenen Wirtschaft, Fiskalpolitik: Zyklisches Gleichgewicht versus fatale Verdrängung und Theorie der Arbeitslosigkeit: Angebots- und Nachfrageseite.

## Schriften (Auswahl)
- Ein Simulationsmodell zur Stadtplanung. Dargestellt am Beispiel Hamburgs. Vandenhoeck und Ruprecht, Göttingen 1974, ISBN 3-525-12236-5.
- Die Ordnung der Städte im Wirtschaftsraum der Bundesrepublik Deutschland. Die regionalen Wirkungen der Finanzreform 1970. Lang, Frankfurt am Main/Bern/Las Vegas 1977, ISBN 3-261-02209-4.
- Stadtökonomie. Göttingen 1978, ISBN 3-525-10558-4.
- Ein interregionales, multisektorales Wachstumsmodell, dargestellt für die Bundesrepublik Deutschland. Göttingen 1979, ISBN 3-525-11277-7.